# سیمور بنزر
سیمور بنزر (انگلیسی: Seymour Benzer؛ زاده ۱۵ اکتبر ۱۹۲۱ درگذشته ۳۰ نوامبر ۲۰۰۷) یک فیزیک‌دان و نسل‌شناس اهل ایالات متحده آمریکا بود وی در زمینه فیزیک، زیست‌شناسی مولکولی، ژنتیک رفتاری، chronobiology، و neurogenetics فعالیت می‌کرد.